# El semáforo
El semáforo fue un programa español de televisión de actuaciones, dirigido por Narciso Ibáñez Serrador, presentado por Jordi Estadella y copresentado por Marlène Mourreau y Asunción Embuena. El maestro José Antonio Quintano, además de dirigir la orquesta, ejercía de colaborador de los presentadores. Emitido entre el 27 de octubre de 1995 y el 12 de julio de 1997 en Televisión Española. Está basado en el formato italiano La Corrida, del que compró los derechos Narciso Ibañez Serrador. En 2012, Telecinco recupera el formato bajo el nombre de Todo el mundo es bueno.

## Mecánica
La mecánica de este estrambótico concurso, era la actuación de diez artistas amateurs, que tenían plena libertad para hacer lo que quisieran en el escenario. La premisa principal era siempre dejar el miedo al ridículo en casa y aportar buen humor. Durante la actuación, había un semáforo. Mientras estuviera en rojo, el público debería respetar en silencio la actuación. Cuando cambiase al amarillo, el público debía pensar y prepararse para emitir el veredicto. Una vez el semáforo estuviera en verde, el público tenía plena libertad para expresar su opinión: si le había gustado podía aplaudir. Y si no, podía emitir su descontento mediante una cacerolada.
Los dos artistas que más aplausos obtuvieran, pasaban a la final para un último veredicto. Y ahí, el artista que obtuviese más aplausos, ganaba 1 millón de pesetas.
Este programa lanzó a la fama en España a su copresentadora Marlene Morreau y al participante Cañita Brava.

## Presentadores
- Jordi Estadella
- Marlène Mourreau
- Asunción Embuena

## El cuerpo de baile
El grupo de baile que acompañaba algunas actuaciones y los cortes publicitarios estaba formado por Mar Regueras, Diana Wrana (bailarina posteriormente en la obra "Mayumaná"), Beatriz Álvarez (bailarina posteriormente en el musical Mamma mía), Alicia Sánchez (bailarina posteriormente en la película musical 20 centímetros), Nieves Aparicio, Lucy Lovick, Esther Sánchez (estas tres procedentes del cuerpo de secretarias y bailarinas de Un, dos, tres... responda otra vez), Elena Alarcón y Mónica Pérez, entre otras. Este cuerpo de baile acabó haciendo coreografías cantadas al estilo de las que hacían las secretarias del Un, dos, tres (a veces recicladas de tal programa), como actuaciones previas a la comunicación del ganador de la noche al final del programa.

### Etapas (1995-1997)
| Número | Fecha de inicio | Fecha de final | Número de entregas |
| ------ | --------------- | -------------- | ------------------ |
| 1      | 27-10-1995      | 14-06-1996     | 34                 |
| 2      | 14-09-1996      | 12-07-1997     | 38                 |
| TOTAL  | 1995            | 1997           | 72                 |